# 1959 Karbyshev
1959 Karbyshev eller 1972 NB är en asteroid i huvudbältet som upptäcktes den 14 juli 1972 av den sovjetisk-ryska astronomen Ljudmila Zjuravljova vid Krims astrofysiska observatorium på Krim. Den har fått sitt namn efter röda armégeneralen Dmitrij Karbysjev som mödades som krigsfånge i koncentrationslägret Mauthausen 1945.
Asteroiden har en diameter på ungefär sex kilometer och den tillhör asteroidgruppen Vesta.